# IDE-kabel

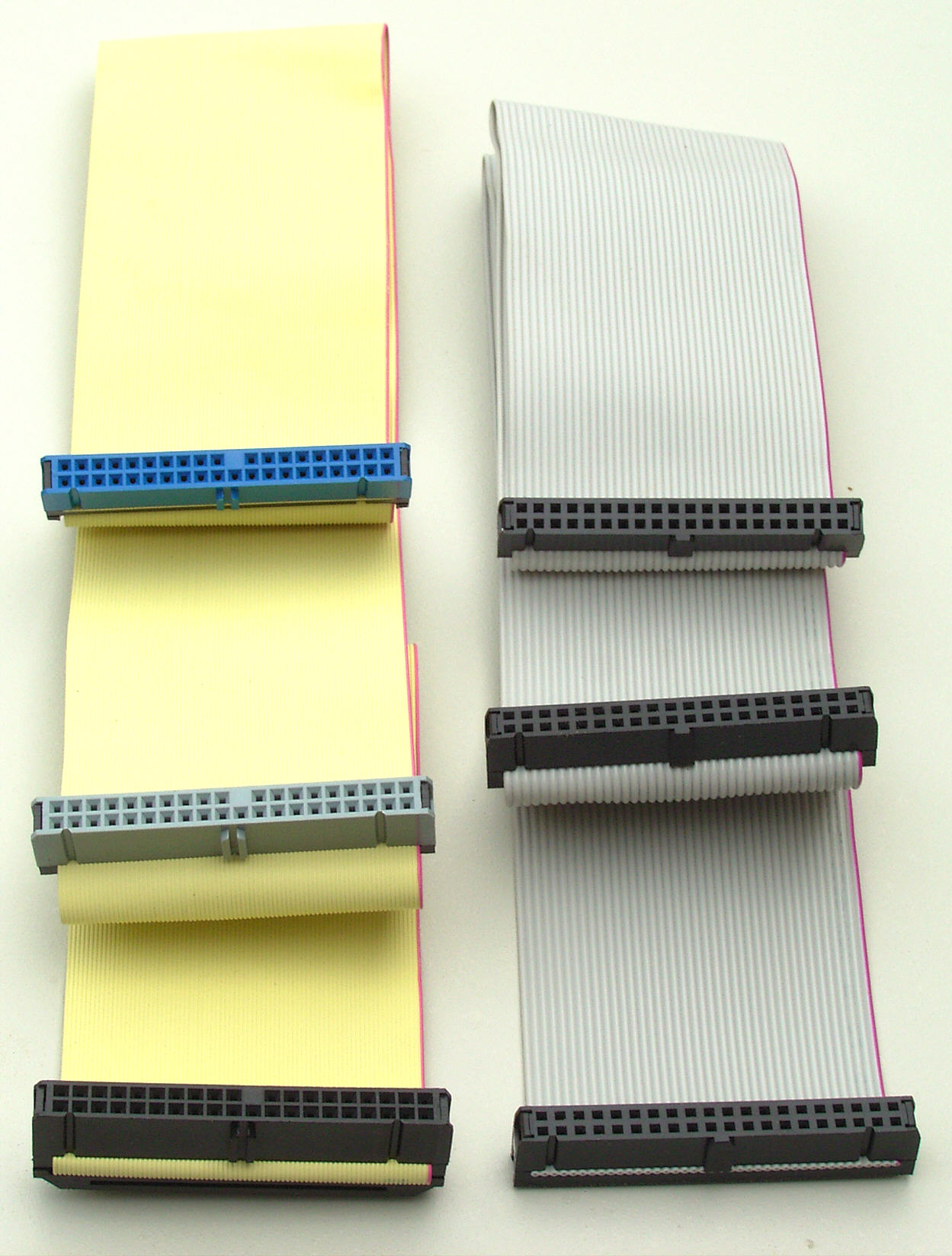
Kabeln är som ett band av små kablar

En IDE-kabel är en databusskabel som används i datorer för att ansluta hårddiskar, CD-läsare och DVD-läsare med mera. Signalen skickas i form av en parallell databuss; systemet är skapat så att en CD-läsare och en hårddisk ska kunna fungera samtidigt. Kabeln har två ändar och en kontakt mitt på sladden. Kontakten på änden som inte sitter på moderkortet kallas för master, och kontakten mitt på sladden kallas för slave. En ände sitter på moderkortet, den andra på en hårddisk vilken måste vara startdisken, och kontakten på sladden sitter på en CD/DVD-läsare. De olika enheterna använder alltså olika ledare i sladden som har 40 ledare, varje ledare har sin funktion, även om vissa samarbetar.